# Andy Phillip
Andrew Michael Phillip, detto Andy (Granite City, 7 marzo 1922 – Rancho Mirage, 28 aprile 2001), è stato un cestista e allenatore di pallacanestro statunitense, professionista nella BAA e nella NBA.

## Carriera
Venne selezionato dai Chicago Stags nel Draft BAA 1947.

## Palmarès
- Campionato NBA: 1

Boston Celtics: 1957
- 2 volte All-NBA Second Team (1952, 1953)
- 5 volte NBA All-Star (1951, 1952, 1953, 1954, 1955)
- 2 volte miglior passatore NBA (1951, 1952)